# 马兰戈尼学院
马兰戈尼学院（英語：Istituto Marangoni）是一所時裝學院，校區位於米蘭、佛罗伦萨、倫敦、巴黎、上海以及深圳。該校成立於1935年，為時裝及設計業提供高水準的人才。

## 历史
1935年，由意大利時裝設計師Giulio Marangoni在米蘭創立，1942年，成為一所“專業藝術學校”。
起初，學校主要教授打版和裁縫，在20世紀70年代和80年代，它开始教授時裝設計、產品開發和市场營銷。

## 校区

### 欧洲

#### 米蘭校區
1935年，意大利時裝設計師Giulio Marangoni在米兰成立了「马兰戈尼时装学院」，是馬蘭戈尼最早成立的校區。

#### 倫敦校區
2003年，伦敦时装学院成立。

#### 巴黎校區
2006年，巴黎时装学院成立。

#### 佛羅倫薩校區
2016年10月，于佛羅倫薩成立时尚、艺术与设计学院。

### 中国

#### 上海校區
2013年，马兰戈尼（上海）时装与设计培训中心成立，是馬蘭戈尼第一個在歐洲以外设立的校區。

#### 深圳校區
2016年10月，成立深圳校區，是第二個在中國成立的校區，10月18日举行开幕典礼。

## 校友[6]
- Franco Moschino（英语：Franco Moschino）
- 多梅尼科·多爾切
- Alessandra Facchinetti（英语：Alessandra Facchinetti）
- Rafael Lopez（英语：Rafael Lopez）
- Alessandro Sartori（英语：Alessandro Sartori）

## 外部連結
- 官方网站
- Istituto Marangoni 相關介紹 （页面存档备份，存于）